# Ivan Rogač
Ivan Rogač (Kirin Serbia: Иван Рогач; sinh ngày 18 tháng 6 năm 1992) là một tiền vệ bóng đá Serbia thi đấu cho FK Inđija.
Mặc dù được sinh ra ở Kotor, Montenegro, Rogač quyết định đại diện Serbia  khi thi đấu quốc tế.